# Giulio Guidoni
Giulio Guidoni (Massa, 5 luglio 1894 – Massa, 6 giugno 1992) è stato un politico italiano.

## Biografia
Giulio Guidoni nacque a Massa il 5 luglio del 1894. Partecipò alla prima guerra mondiale e fu decorato con la Croce di guerra. Nel 1919 si iscrisse al Partito Popolare Italiano, svolgendovi una intensa attività fino al 1925, quando il regime fascista sciolse tutti i partiti democratici del Paese.
Durante la Resistenza prese parte attiva al movimento dei "Patrioti apuani" nella delicata posizione di sub-commissario prefettizio del Comune di Massa. Il Comitato di liberazione nazionale di Massa Carrara gli diede incarico di organizzare e dirigere la Delegazione comunale di Apuania-Massa durante il periodo dello sfollamento obbligatorio imposto alla cittadinanza dai tedeschi. Nel dopoguerra fu nominato segretario provinciale della Democrazia Cristiana, mantenendo tale carica ininterrottamente dal 1945 al 1954. Sindaco di Massa nel biennio 1946-1948, svolse poi il mandato di presidente della Amministrazione provinciale dal 1951 al 1956; esercitò tali incarichi dedicandosi soprattutto all'opera di ricostruzione della provincia apuana. Nominato presidente dell'Azienda autonoma di cura e soggiorno di Marina di Massa, ottenne l'estensione delle competenze in tutto il territorio del comune di Massa, del quale intuì le potenzialità turistiche.
Nel 1958 venne eletto senatore nelle file della Democrazia Cristiana, continuando anche in quella sede l'impegno al servizio della comunità provinciale. Ricercatore, storico e pubblicista si dedicò incessantemente all'opera di testimonianza dei valori della Resistenza. Proprio durante il suo mandato di Presidente dell'amministrazione provinciale, la Provincia di Massa Carrara venne decorata della Medaglia d'oro al valor militare dal presidente della Repubblica Luigi Einaudi.
Morì a Massa il 6 giugno del 1992.